# Pierre Laval
Pierre Jean Mary Laval (28. června 1883, Châteldon, Puy-de-Dôme, Francie – 15. října 1945, Fresnes, Val-de-Marne, Francie) byl francouzský advokát a politik, jeden z čelných kolaborantů s nacistickým Německem. Za své konání byl po druhé světové válce popraven.

## Život
Během první světové války projevoval pacifistické a levicové smýšlení. Ve dvacátých letech byl starostou-senátorem za Aubervilliers, v té době se postupně rozešel s levicí. Svého politického vrcholu dosáhl roku 1931 – stal se premiérem francouzské Třetí republiky a byl vyhlášen osobností roku časopisu Time, jako vůbec první Evropan. Ve funkci vytrval více než rok, což bylo v tehdejších poměrech hodně, a předsedal třem za sebou jdoucím vládám. Znovu byl ještě premiérem v období 1935–36.
Po německé invazi v roce 1940 se stal členem vlád vichistické Francie a dvakrát také premiérem (1940 a 1942–44), přičemž sídlo kolaborantské vlády ve Vichy bylo shodou okolností v jeho rodném kraji. Proslul zejména svým výrokem: „Přeji si německé vítězství, neboť bez něho by se zítra všude usídlil bolševismus.“ Po porážce Německa a osvobození Francie v roce 1945 byl na útěku zatčen, odsouzen k trestu smrti za vlastizradu a popraven zastřelením.